# ディル＝リフィーナ
ディル=リフィーナとは、エウシュリーの製作するゲーム作品の舞台となっている架空のファンタジー世界である。

## 世界

### ディル=リフィーナ
古代エルフ語で「二つの回廊の終わり」という意味。元々は、ネイ=ステリナと、イアス=ステリナという二つの世界だった。
かつて機工女神が人間族を救わんと、衰退した世界に代わる豊かな世界を求めた結果、世界と世界を融合するという暴挙に走り形成された新世界。
ネイ=ステリナ
エルフやドワーフといった亜人間族が暮らし、精神文明が発達した世界。現神が支配していた。
イアス=ステリナ
人間族が暮らし、科学文明が高度に発達した世界。神話や伝説、聖書によって語られる古神が支配していた。

### 神骨の大陸
ディル=リフィーナにおいて最も大きな大陸。現神の聖地であり、ネイ=ステリナの名残が多い。ラウルバーシュ大陸ではその肉体を保てない現神が存在する神の土地となっている。三神戦争で敗北した古神や人間族は立ち入ることが赦されない。

### ラウルバーシュ大陸
ディル=リフィーナにおいて2番目に大きな大陸。人間族が繁栄しているが、全体の15%の広さでしかない。1年は420日で、月単位は14等分された30日から成る。
中原
ブレニア内海
大陸中原に存在する、かつて古神七英雄と現神が争った末の大地の傷跡に出来た内海。『戦女神2 ～失われし記憶への鎮魂歌～』の舞台。
オウスト内海
大陸中原北部に存在する、レスペレント地方とケレース地方、セアール地方を隔てる内海。二つの湖が繋がったような形が特徴。
アヴァタール地方
ブレニア内海東部にあたる地方。人間族が繁栄しており多数の国家が存在している。『魔導巧殻 〜闇の月女神は導国で詠う〜』の舞台。
ケレース地方
オウスト内海東南部にあたる地方。深凌域とも称され様々な勢力が群雄割拠している。『戦女神ZERO』第三世代の舞台。
セアール地方
ブレニア内海北部とオウスト内海西部に挟まれた地方。かつてバリハルト神殿によってレスペレント地方との交易路が開拓されたが、神殺しを巡る戦いの影響で封鎖される。『戦女神ZERO』第一世代の舞台。
ニース地方
オウスト内海東南部にあたる地方。
レルン地方
ブレニア内海西部にあたる地方で『戦女神』の舞台。西方との境とされるが未開の地とされる。
レスペレント地方
オウスト内海北部にあたる地方。幻燐の姫将軍シリーズの舞台。フェミリンス戦争で召還された魔族の末裔が多数存在し、人間族以外にも、魔族や獣人族の国が繁栄している。幻燐戦争後に全土を掌握した闇夜の眷属による帝国が建国される。北方との境。
ディジュネール地方
ブレニア内海南部にあたる、亜人間族(蜥蜴人)や少数の人間族が暮らす亜人間族の治める地方。南方との境。
ルノーシュ地方
中原西方に位置する海に面する地方。『珊海王の円環』の舞台で、海原を支配した珊海王の伝承が伝わっている。

東方

西方
ヴァシナル地方
『峰深き瀬にたゆたう唄』の舞台。「歪みの主根」というディル=リフィーナ形成によって出来た歪みの緩衝地帯を抱える。
フィアスピア地方
『天結いキャッスルマイスター』の舞台。西方北東部に位置し、レスペレント地方とも隣接する。フィユシア神を主に信仰している国々で占められている。
ヴィストバウレン地方
西方北西部に位置する。闇夜の眷属が建国した西方屈指の大国を抱えており、現神の闇勢力が版図を広げている。
リガナール半島
『冥色の隷姫 〜緩やかに廃滅する青珊瑚の森〜』の舞台。
クヴァルナ大平原
『神のラプソディ』の舞台。西方と中原を結ぶ広大な平原。盟約により現神の介入はなく独立を勝ち取っている。

南方
セテトリ地方
ディジュネール地方と南方を分かつ地方で『神採りアルケミーマイスター』の舞台。
北方

### 異界
現世とは別の世界として存在する。ディル=リフィーナ形成の歪みで発生した世界もあり、また現世に戻ることもほぼ不可能とされる。
冥界
死者が訪れる世界。ケレース地方にある冥き道に現世と冥界を結ぶ門が存在する。
哭璃世界
哭璃という呪われた生物等が存在する世界。この世界の素材で合成されたものは呪いが付加されることが多い。
神の墓場
神力が遮断される神々の葬り去られる処刑場。時間も緩やかに流れる。異界ではあるが、完全な別世界ではなく神骨の大陸に存在する。
黄金樹の谷
かつてヴィーンゴールヴ宮殿の中枢として存在した神域。神々が復活するまでの魂の安息所であったが、古神により死した魂を復活させる外燃機関へと変貌した。
三神戦争の折、中枢を掌握したソロモンの魔神により異界へ隔離されたが、彼の魔神が神殺しに討たれたことで空間ごと崩壊する。その際、死者をも蘇らせることのできる神具である黄金の林檎を託している。
歪秤世界
イアス=ステリナで観測された異界。歪秤生物という異質な存在が蔓延る。ディル=リフィーナにも『歪傷を呼ぶモノ』が来訪している。

## 歴史
先史文明期
イアス=ステリナにて遥か昔、神さえ造り出した高度に科学技術の発展した時代。しかし逆にその科学力がイアス=ステリナを大きく衰退させ、人間族の未来を憂えた機工女神が豊かな世界（ネイ=ステリナ）とイアス=ステリナを融合させてしまい三神戦争へと発展する。
三神戦争
ディル=リフィーナの始まり。古神と現神、世界をより良い方向へ導こうとした機工女神による三つ巴の戦い。全ての生物の間でそれぞれの陣営に分かれて戦い半数以上の生命が失われたとされる。機工女神の台頭によって信仰の薄れた古神に対し、現神が自分達を信仰するなら魔法を授けると勧誘したことで信仰を得た現神が勝利する。
現神には敗れた古神を伴侶として娶り子を成す神もいた。その子供達を現神は現神として、古神は古神として扱ったために後の七魔神戦争へと発展する。
ファスティナ創世記
三神戦争後、人間族が他種族と同列になるまでの期間を指す。
七魔神戦争
かつてディル=リフィーナを支配する現神に対して古神の末裔が挑んだ戦争。双方の凄まじい力は大地に深い傷跡を残しブレニア内海を形成するに至る。戦争は現神の勝利に終わり古神七英雄と呼ばれた魔神は封印された。
フェミリンス戦争
レスペレント地方に伝わる伝承。姫神フェミリンスに対してその力を欲した闇の魔術師が挑んだ大戦。一度目は為す術もなく破れ、二度目は広大な地下迷宮を創設しフェミリンス神殿まで侵攻するも決着は着かなかった。そして三度目、とうとう姫神を下したがその膨大な魔力は到底奪えるものではなかった。怒った魔術師は姫神を自らが召喚した十の魔神と共に封印し、寵愛する人間族を自らの手で殲してしまう“殺戮の魔女”の呪いをかける。
闇の魔術師が造った地下迷宮はレスペレント地方全土にわたり、創設者の名前を取ってブレアード迷宮と名付けられる。
幻燐戦争
レスペレント地方で勃発した、闇夜の眷属を祖とする国と人間族の国との国家間戦争。幻に迷う燐光を導く“殺戮の魔女”と化した姫神フェミリンスの末裔によって人間族が血で血を洗う戦争となった。
人と魔の融和を図る闇夜の眷属の国の勝利によって終戦となる。後にレスペレント地方全土を掌握する帝国が建国する。
ドゥネール会戦
アヴァタール地方で勃発した国家間の戦争だが、実態は魔王復活を企てる魔神と女神強奪を目論む魔人により引き起こされた戦争。ユマ・ドゥネールという干拓地で勃発したためこの名がついた。
多大の犠牲の下に邪竜アラケールが復活したが、神殺しと半魔人の王により滅される。
新七魔神戦争
七魔神戦争で封じられた古神七英雄が、神殺しの分身の手によって復活し勃発した古神と国家間の戦争。しかし復活したと思われた七魔神の大半は実は真なる女神ではなく、その者達の力と記憶を分け与えられた使徒(影武者)であった。この戦いの真の意味は、“災厄の種”である神殺しの過去の因縁に決着をつけるものだった。

## 種族

### 神族
ディル=リフィーナには黄、赤、青と暗黒の4つの太陽と紅、青、鏡、闇の月があり、光(正義)と闇(悪)の神々が対立している。しかし、光と闇は表裏一体でありどちらか一方だけが滅ぶことはない。神殿を持ち多くの信仰を得ている神が力を持つ。
神族は神核を持ち、強大な力を行使する一方、神核が汚染されたり破壊されたりすると死に至る。

#### 現神(光)
元々はネイ=ステリナの神々で、三神戦争の勝者として今の世界を支配している者達。絶対の正義とされているが、それは自らを信仰させて力を維持し古神を台頭させないための情報操作に過ぎない。亜人間族よりも人間族の信仰が大きかったことで、人間族の人心を得るために闇夜の眷属を不当に弾圧したりと、およそ正義とは言えない行動を取ることもある。
アークリオン (第一級神)
光の三太陽神の一柱で黄の太陽神。現神光陣営の主神。王族などの上流階級の人間に信仰されている。
アークパリス (第一級神)
光の三太陽神の一柱で赤の太陽神。アークリオンの息子。武力や魔法に秀で、厳格な正義を持つ戦いの神でもある。騎士に信仰されている。
パルシ・ネイ (第一級神)
光の三太陽神の一柱で青の太陽女神。アークリオンの娘。
アーファ・ネイ  (第一級神)
大地の女神。アークリオンの妻。農耕者に信仰されている。
マーズテリア (第一級神)
強大な力を誇る軍神。マーズテリアの加護を受けたマーズテリア神殿は人間族の国家間の争いに介入できるほどの軍事力を持つ。勇猛な戦神でありながら三神戦争で倒した古神を妻に娶るなど情愛的な面を持ち、現神の中でも他勢力に寛容な神とされる。
三神戦争の折、神々が発狂するほどの真実を笑い飛ばし、叡智を司る魔神と取引を行いヴィーンゴールヴ宮殿を制圧した功績でその名を高めた。その魔神からは世界の主たると目されている。
バリハルト (第一級神)
嵐の神。屈強な肉体の上半身と獣の四肢に猛禽類の翼を持ち、積乱雲を従えている姿で伝えられている男神。冒険者や開拓者の守り神として信仰されている。苛烈な性格で古神の存在を断固として許していない。目的のために手段を選ばない性格から、厳格な正義で律するアークパリスとは反りが合わない。
かつて、神殺しセリカ・シルフィルが人間だった頃に信奉していた神で、シルフィルとは「風の息子」の意味をもつバリハルトより与えられた名。
ルリエン (第二級神)
エルフの大女神。弓の名手で緑の杜七柱の求心的存在。現神の中では穏やかで古神に対しても直接敵対しない限りは放置している。
暗黒神として覚醒したヴァスタールとの戦いに敗れ、奪われた下半身と樹木の根を融合させた。エルフが森と関係が深いのはこの為である。
イーリュン (第二級神)
癒しの女神。シスターや僧侶といった人間に信仰されている。決して傷つけず、また傷つき疲弊した者には献身的な癒しを捧げることを教義としており、その愛は無限と言われる。
加護を受けたアイテムは回復するものが多い。
リィ・バルナシア (第二級神)
風の女神。バリハルトの妹。
テール・ユン (第二級神)
水神。浮島と称される神々が大陸を渡る船そのもので、温厚であるが気難しいとされる。船乗りたちに信仰されるほか、水棲生物の祖であり海中に住む者にとっては生みの親であり守護者である。
ナーサティア (第二級神)
知識の神。木精霊の始祖であり多くの妖精を産んだとしても知られる。その博識さからディル=リフィーナ以前からイアス＝ステリナの存在を知覚していた。学者や書物関係者に信仰されている。
ガーベル (第二級神)
鍛冶の神。四本の豪腕を持ち、天に浮かぶ雲を突き抜ける巨体を持つ男神。先史文明に興味を持ち魔導技術を確立し、技術の盛んな都市国家からも信仰されるようになる。
ルク・クヴァルナ (第二級神)
クヴァルナ大平原を守護・支配している古神を母に持つ戦いの神。
セーナル (第三級神)
交易の神であり、古くは罪を犯したエルフの神。策謀に長け、限りなく黒に近い行為も行う一面を持ち商人に信仰されている。大陸に広がる交易路を支配している。
デルシナス (第三級神)
ラウルバーシュ大陸西方にあるペルシス帝国を司る地方神。西方では国教とされる都市国家も多く、勢力は強い。
パライア (第三級神)
緑の杜七柱の一柱であり精霊界を司る男神。
シウ
山岳の神。岩と大地を生み出した神とされる。ドワーフを中心に信仰されている。
ヴァシーナ
氷結の女神。元々は土着女神だったがアークリオンに招かれ「歪みの主根」の守護女神となる。しかし彼女には神々によって与えられた真実の役目が伝わっておらず、当時のアークリオン神殿の司祭達に捏造された神の意に反する偽りの役目を果たし続けていた。数百年の時を越えその真実の役目が伝わった後は、自分の使徒達を連れかつて守護していた霜天の盆地へと帰っていった。
ヴィリナ
裁きの女神でバリハルトの妻。厳格かつ苛烈な性格で、不義を働いた夫を神の墓場へ落とすなど詩歌が残っている。
エウリアーサ
音楽の女神。吟遊詩人といった音楽関係者に信仰されている。
カル・シレーラ
海の皇帝。
ストラ
火の神。寒冷地方では古くから信仰されている生活の神。
マリシュア
恋の女神。神殿を持たずその偶像も時代や地域によって左右されるため神としての力は低いが、広く人間族に信仰されている。
リューシオン
青の月の処女神。古神であるイオの妹神。青き月の光は浄化の力を持っており、闇に属する者や不死者などは活動を制限される。ディジュネール地方にあるリブフィール山脈が聖地とされており、山頂には青き月の光の力を持つ月晶石がある。
姉神であるイオとは長きに渡り離れており、再会と同時に最期を看取ることになる。
レイティン
雨の神。

#### 現神(闇)
光の現神と敵対する、影的な存在の現神。光の勢力からは全て悪とされているが、単に光に対する影というだけであり実際のところは単純な悪とは言えない存在。光の勢力から謂れも無く一方的に爪弾きにされた者達(闇夜の眷属)にとっての拠り所。
ヴァスタール (第一級神)
暗黒の太陽神。元々は緑の杜七柱の一柱であり、暗黒神に覚醒した際にルリエンの下半身を奪った。
アーライナ (第二級神)
混沌の女神。元々は闇の大地母神であるがアーファ・ネイに大地を奪われ、さらにヴィリナにより秩序を奪われたが、逆に混沌・無秩序を司るようになる。不浄、汚染といった能力から、大地母神ならではの再生や癒しの能力も持ち合わせ、多方面に力を発揮する。
呪術的な才能に優れ、「合成」を用い魔獣を生み出す。
グ・レドー (第二級神)
旋律の破壊神。破壊や勇気を司る。神々の中でも力持ちであり、屈強な戦士を彷彿させる巨人の姿で伝えられた。
ルディルフィ (第二級神)
死の源を司る死霊の賢者。光陣営の全ての神々と敵対している。不死創造の力を有しており、その場に存在するだけで周囲に不死体を召喚する。
ジェルグナ
腐食の王。その場に存在するだけで、周囲の環境を腐らせるという能力を持つ。闇勢力の中でも独自の勢力を持っている。不死者を使役するなど、禁呪とされる力を発揮する。

#### 現神(中立)
中立として、古神だろうと現神(闇)だろうと態度を変えず接する神々。どんな勢力に属する者でも恩恵を得られる。
ティフティータ (第二級神)
誘惑の女神。女性が生きていく上での希望・勇気・嫉妬・欲望といった感情を司り、娼婦や睡魔などに信仰される。
フール・トラーマ (第二級神)
盗賊の神。元は日陰を司る神だった。とある大罪の為にアークリオンに居場所を奪われて以降、神器を盗むことで憂さを晴らしている。
ルシュヌ (第二級神)
幻魔の長。秘印術六大元素を操る調合師の意味を持ち、魔術師に信仰される。
エリュア
時空を操る女神。中立の現神として君臨するが、実は三神戦争期に突如姿を消した「機工女神の主」ではないかと言われている。現神の居た世界の住人でありながら失われた機工女神の力を持つ存在でもあり、神殺しセリカはそんな存在で思い付くのはハイシェラだけなため、実は彼女こそがエリュアなのではないかと疑っている。
ベルーラ
赤の月女神。赤い月の夜には感情が昂ぶり易く、性魔術等が最も効力を発揮する。
ナフカス
鏡の月を司る賢王。ラウルバーシュ大陸ではほとんど観測されることのない鏡の月を管理する。
ラジェル
夜の神。

#### その他の神
現神の様なものではあるが、その括りに含まれない神々。
水の巫女
アヴァタール地方随一の大国であるレウィニア神権国の統治者たる土着の神。未来を見通す力を持つ神の域に達した水の精霊であるとも言われている。かつて不浄の地とされ人が生きていくには厳しい環境だった土地を浄化し、人々に請われこの地を統治するようになった。その後は数百年に渡り争いの無い平な国を造り上げ、今では使徒たる王族に主な統治を代行させている。現神にも古神にも中立の立場をとっており、世界の敵として長い間彷徨い続けた神殺しと同盟を結び、自国内に安住の地を授けた。
静かな水面のような穏やかな佇まいで争いとは無縁に見えるが、自らの繁栄のために他国の戦争の漁夫の利を狙うなど強かな面も持つ。
姫神フェミリンス
かつて存在した女神の血を継ぎ現神より祝福(神格位)を授かった王家の娘。その姿は女神の誰よりも美しく、声は透き通り、魔力はパルシ・ネイにも匹敵すると謳われていた。女帝として君臨し人間族を深く愛し守護していたが、その愛は時代が進むにつれ偏愛へと変化し他種族を虐げるまでになった。
フェミリンス戦争の末に敗北し、愛する人間族を殺戮してしまう「殺戮の魔女」の呪いを掛けられる。フェミリンス自身は封印されているがその系譜は続いており、呪いと強大な魔力は代々長女へと受け継がれ、末裔のエクリアの代で幻燐戦争を勃発させ再び殺戮の魔女として完全に覚醒する。
豊穣の神
かつてクヴァルナ大平原に封じられた存在。植物の成長促進に特化しておりその恩恵を受けたものは飢えから解放されるとされる。驚異的な再生能力を有している。
無条件に無限に与えられる恵みは、人の存在意義を殺すとしてかつての神の戒土とその仲間たちによって封印された。
神の戒土（かみのかいど）
クヴァルナ大平原において、地方神として土地に暮らすものが罪を犯さないように戒めるものとして君臨している。その実態は前述の豊穣の神の封印の要であり、世代交代をしながら封印を守っている。

#### 機工女神
ディル=リフィーナを形成した人造の女神。かつてイアス=ステリナの人間達が自分達を守護する神として、自分達の手で生み出した存在。あらゆるものと融合できる能力を持ち、それは時空を超えたネイ=ステリナすらも対象となった。人間族に対して非常に深い慈愛を持っていたが、その行き過ぎた愛が滅びかけたイアス=ステリナに代わる豊かな世界の発見と、その世界との融合による三神戦争を引き起こす結果を生む。三神戦争を現神側に付く事で終結させるが、その後は現神に封じられたり自ら眠りについたりして世界の表舞台から姿を消していった。
生きとし生けるものを守護することが目的として造られており、自殺することを許されていない。
ラヴィーヌ
古神七魔神の一柱として現神に封印された神。本来は機工女神なのだが、現在では古神として扱われている。神殺しの因縁に決着を付けさせるため、己の命と引き換えにして「約束の地」へ続く封印された門を開き消えていった。
エリュア
現神(中立)を参照。

#### 古神
かつてイアス=ステリナの世界に存在した神話の神々。現神と同じく光と闇がある。人々の信仰心の衰退と機工女神の出現で勢力を弱めていた。三神戦争で敗北し、現神がディル=リフィーナを支配する為に徹底的に排除された。古神の復権を恐れる現神によって、現在では一括りに邪神とされ厄災を呼ぶ「絶対悪」とされているが、実際のところは権力争いの敗者でしかない。現神と同じく、邪悪な神がいる一方、人の可能性を信じ平和を願う心優しき神もいる。
アストライア
戦女神シリーズの主人公であるセリカ・シルフィルによって殺されたとされる古神。三姉妹の神で、アストライアは正義の大女神と呼ばれ古神の中でも上位に位置する力を持つ裁きの神。心優しい女神で、人の世界で争いをどうすれば無くせるのかを求め彷徨っていた。失意により一度は天界に去るものの、人の可能性を信じ再び人の世界に降り立つ。長い放浪の末に運命の出会いを果たした事で、戦女神の物語が始まっていく。
天秤の十字架（リブラクルース)を持ち、呪いを浄化する“聖なる裁きの炎”を操る。
アイドス
アストライアの妹神。慈悲の大女神と呼ばれ、争いの絶えない世界を憂いていた。アストライアが失望のあまり一度天界へ去った際にもアイドスだけは地上に残り続け、人間や現神と手を組んででも争いを無くそうと努力してきた。しかしその代償は悲劇的なものであり、セリカとアストライアの運命を狂わせた要因ともなっていく。
神核“雨露の器”を備え人間族に対して深い慈悲を持っていたが、神核は混沌や悪意に曝されることで“虚ろの器”へと変化して邪神そのものと化す。またバリハルトの手により“虚ろの器”を核に鍛えられた神殺しの剣「真実の剣(スティルヴァーレ)」を生み出している。
アルタヌー
闇の月の女神。三神戦争で現神に降った古神アルテミスの親に持つが、母親の怨念を継ぎ、闇に堕ちた経緯を持つ。
ラウルバーシュ大陸では闇の月はほとんど観測されず、影響力を増すために“晦冥の雫”を生み出したことで、魔導巧殻を巡る大戦が引き起こされる。
レア
古神七魔神の一柱。アストライアの遠縁の姉神で“蒼玄”の二つ名を持つ。七魔神戦争で封印された。
ランジェリー
古神七魔神の一柱。七魔神のリーダー格で“極光”の二つ名を持つ。七魔神戦争で封印された。
レシェンテ
古神七魔神の一柱。かつて軍神として強大な力を誇り、封印に手を焼いた現神が心を分離させ最も純粋な精神体のみを残したため幼い子供の状態で封印された。
新七魔神戦争で復活し、孤独や封印への忌避と自らの居場所を求め神殺しセリカの使徒となる。
エルテノ
古神七魔神の一柱。好戦的で“黒炎”の二つ名を持ち、炎を操る。七魔神戦争で封印された。
イオ
古神七魔神の一柱。闇の月を司り“黄墟”の二つ名を持つ。闇の月は月光に照らされる者の本性をさらけ出す。現神であるリューシオンの姉で、現神と古神の間に生まれた神。
新七魔神戦争で復活し、長い時を経てようやく再会できたリューシオンに看取られながら消えていく。
エンプレス
古神七魔神の一柱。七魔神の参謀格で“白冥”の二つ名を持つ。七魔神戦争で封印された。
タルタロス
イアス=ステリナの原初の神の一柱であり、大地そのものとも言える存在。ディル=リフィーナにおいてもその性質は変わらず、打ち倒せば大地に多大な影響を与えるため古神でありながら存在を許されている。冥府の管理もしており魔神ナベリウスの上司である。
創造神
人間族に“運命を切り開く力”を与えたとされる古神の主神。天使達からは主と呼ばれる事が多い。いわゆる唯一神で、古神を裏切った人間族に対しても特に罰を与える事はせず、あくまで行く末を見守る事を選んだ。そのため、現神に降らず主の意思を継ぐ事を選択した天使達は、それぞれ独自の勢力を形成し自分なりの考え方や手段で人間族を観察している。
真なる竜
魔神ラーシェナや魔神パイモンらがかつて仕えていた古き主。かつて光の頂点にあり、目的が果たされないと知ると“父”に反逆して天より落ち自ら望んで魔王になったとされる。

### 魔神・魔王
神に匹敵するような強大な力を持った魔族の別称。地域の魔族などを統率して一大勢力を作り上げる者は魔王と呼ばれ、逆に一所に留まらない者ははぐれ魔神と呼ばれる。
総じて人間族などからは畏怖される存在だが、残忍な性格をしている魔神もいれば豊富な知識と経験ゆえに秩序と調和を重んじる魔神もおり、一括りに語る事はできない。
ハイシェラ
「地の魔神」と呼ばれ、神にも匹敵すると言われる圧倒的な力を持つ存在。その出自は融合前のネイ=ステリナよりイアス=ステリナに流れ着いた魔族で、彼女を研究した人間族が異世界(ネイ=ステリナ)の脅威に対する備えとして生体改造し兵器として生まれ変わらせた人造の神。そのため、ネイ=ステリナの出身でありながらイアス=ステリナの神の力を持つという他には居ない特殊な存在となっている。機工女神と同じ融合の力を持ち、三神戦争を経て様々な強者を倒し吸収する事で力を増してきた。
神殺しセリカのパートナーとして共に永い時を過ごしているが、そうなった経緯は『戦女神ZERO』にて語られる。『戦女神VERITA』では、現神でありながら機工女神の力を持つと言われる、機工女神の主にして中立の現神「エリュア」である可能性を示唆されている。
ラテンニール
回遊するはぐれ魔神。無数の触手と魔剣インフィニーを持つ。倒されても転生し、決して滅ぶことがないが、一部の作品では転生した後に幼女になっている。
ネルガル
魔界王子ベルゼブブよりベルゼビュード宮殿を預かりし冥界監察軍軍団長。双鎌キル・ドレパノンを持つ。
深凌の楔魔
魔術師ブレアードによって召喚された十柱の魔神たち。序列が存在するが、それはブレアードが決めたものであって実際の実力差は異なる場合がある。詳しくは『戦女神VERITA』を参照。

### ソロモン七十二柱
古神の時代より存在した古い魔神たちで、樣々な理由から古代イスラエルの王に仕えていた。序列が存在するが実力は比例しておらず、中には神にすら匹敵する力を持つ者も存在する。下記に挙げるもの以外にも、パイモンといった魔神も登場する。
アムドシアス
「一角公」とも称される強大な力を持つ、音楽と芸術を愛でる優雅な一角の女魔神。
ナベリウス
冥界への門を守護し死者を門へと導いている。幼い少女の姿をしていて番犬であるケルベロスに跨っている。己の仕事以外への興味が極端に薄く、他者や外界の事への興味が希薄だったが神殺しと関わった事で興味を向けるようになった。
ヴァレフォル
「盗獅子」の異名を持つ。三神戦争の折に同じソロモンの魔神の奸計にかかり核を破壊され滅ぼされる。黄金樹の谷にて復活したが魔神としての能力、眷属や記憶など全てを失い世界を放浪していた。その果てに神殺しと巡り合い滅ぼされた真実を知る。
フラロウス
叡智を授けしものとして「豹公」を称する。すべての事象を演算で知るが故に定めを覆す不確定要素を見極める為に行動している。その不確定要素であり、自らが新たな世界の主と定めた現神マーズテリアの命を受け同じソロモン魔神さえ手にかけた。三神戦争後は黄金樹の谷を封印の上で異界化させ、世界の情勢を見守っていた。
真実を求めた神殺しに敗れた際に崩壊する黄金樹の谷と共に最期を迎えるが、その神核はヴァレフォルが受け継いだ。
ムールムール
魔獣サンクヴスを駆り空間を渡り歩く能力を持つ。自らの勢力を持つことなく世界を流離っていたが、神殺しに引き寄せられヴァレフォルとフラロウスの決着を見届けることとなる。以後は神殺しに手を貸し自らを招聘する換石を授ける。
アスモデウス
七つの大罪である色欲を司る。かつては天使の中でも第一位である熾天使だったが、「神の敵となり、最後には必ず負ける。全力を出してはならない」という運命を受け入れ堕天した過去を持つ。
ウァピュラ
「紅獅子公」の異名を持ち、かつての主を想い、「生きるとは？」という答えを求める放浪のはぐれ魔神。夢を介して様々なものと言葉を交わしその礼として叡智を授けてきた。質問の関係上、戦争を誘発することが多く神々から目をつけられている。
ヴェパルー
「海洋候」の異名を持つ人魚。現神であるテール・ユンが警戒するほどの水域を支配している。
レラージェ
「乱塵の狩人」の異名で複数の腕を持つ。狩人らしく思慮深いが、戦いとなれば弩をはじめとする多数の武器を扱い相手を追い詰める。

### 人間族
元々はイアス=ステリナの住人で、人造の神をも生み出せるほどに高度に発達した科学文明を持っていた。その成長力には目を見張るものがあり、「自ら運命を切り開くことが出来る力」を創造神に与えられたと言われている。
2つの世界の融合と三神戦争による混乱で科学文明は喪われたが、人間族の信仰を取り込みたいネイ=ステリナ側の神(現神)によって、見返りに神の力を借りる「魔法」を与えられている。
神殺し
世界から畏怖を込めて呼ばれるセリカ・シルフィルの別称。なぜそう呼ばれるに至ったかは『戦女神ZERO』で語られる。
神格者
一般的には、信者の中から神に選ばれて神核を授かり、神の使徒となってより強力に神の力を行使出来るようになった人間を指す。仕える神が死ぬか、神の意に反して神格位を剥奪されない限り、不老となって永い時を生きる。
神の力を借りず、自己研鑽の結果として自力で神核を得て神格者になることもできるが、その大半は道を踏み外し後述の「魔人」に成り果てる事が多い。自力で神格者に至ったキャラクターは、現在のところ『幻燐の姫将軍2』に登場したミラ・ジュハーデスのみ。
魔人
修練や研究の果てに人外の力を持つに至った人間（ひとならざるもの）の呼称。そこに至るまでに、他者の生命を吸収する、魔物と融合するなど非道な行為も多く、邪悪な者が多いため畏怖を持って「魔人」と呼ばれる。
カッサレ家
人間族でありながら強大な魔力を有し、魔人ブレアードを輩出した魔術師の名門。ブレアードが非道な実験を繰り返してきたため、呪われた血筋とも言われる。後に魔人アビルースというブレアードをも越える子孫を輩出し、呪われた血筋を決定的なものとした。
半魔人
人間族と魔族の間に生まれた者の呼称。亜人間族と魔族など、別の組み合わせでもこう呼ばれる。魔族の血のためか通常の人間族よりも寿命が長く、神の力を借りずに特別な力を行使できる者もいる。
魔神と姫神の末裔との間に出来た特殊な存在であるリウイ・マーシルンもここに含まれる。

### 亜人間族
元々はネイ=ステリナの住人で、自然と共生してきた存在。現神に庇護されてきた為、神々からの恩恵は深い。しかし、人間族の繁栄する地域では迫害されることも多い。
エルフ族
原初の種族でありルリエンを信仰する種族。緑の杜七柱(みどりのもりななはしら)により生み出された。人とは違う寿命を持ち、その生は数百年にも及ぶ。聡明な知識を持ち神秘的な雰囲気を持つ者が多い。ルリエンに近い存在であるため弓の名手であることが多く、人には感じられぬ精霊の言霊に耳を傾けることが出来る。
一つの部族で厳重な結界で保護された森(メイル)を作り、普段はその結界から出ることはない。森の中には同胞の霊が集まる杜が存在し、聖域と崇められている。
ドワーフ族
シウやガーベルを主に信仰している種族。恵まれた体躯を持ち、温厚で陽気な者が多い。
意匠や芸術に秀で、優れた工芸品を創り上げる。迷宮なども一筋縄ではいかない仕掛けが施されている。
獣人族
ベルーラの子孫で、紅き月の元ではその能力が大きく向上する。
鋭い爪や牙を持つために魔族として扱われ、人間族から迫害され奴隷となることも多い種族。
イルビット族
長寿族として知られる種族。学者肌で、その生を研究に没頭する者が少なくない。
龍人(ナーガ)族
上人下蛇の種族。亜人間族の中では例外的に古神の眷属で、エルフ族に勝るとも劣らない智慧と寿命を持ち、「叡知なる時の伝承者」とも呼ばれる。
巨人族
名の通り巨躯を持つ種族。一定の知識を持つものが多く、多種族との住み分けを行い独自の文化を築き上げている。

### 魔族
人間族とも亜人間族とも異なる、悪魔や魔物と呼ばれる種族であり、明確な出自は語られていない。単純に人間族に敵対する種族を指すこともある。
悪魔族
代表的な魔族の一種。魔族としては能力の低いレッサーデーモン（下級悪魔）から、グレーターデーモン（上級悪魔）と呼ばれる強力な魔力を有するなど幅広い力を持つ。
飛天魔族（ラウマカール）
好戦的な性格で上級悪魔を超える貴族階級の魔族で、外見上の特徴としては三対六枚の翼が挙げられる。誇り高い種族であり強き者に仕えることを信条とする。生来の高い魔力と練磨された連接剣による剣技によって戦う。
歪魔族（ブローヴァ）
歪みを操る力を持つ貴族階級の魔族。道化の様な格好をしており享楽的な性格をしている。
睡魔族（スゥーティ）
サキュバスやインキュバスといった、性魔術によって精気を糧とする種族。暢気だったり奔放な性格の者が多い。翼と猫耳を有しており、猫にちなんだ技を使う。
鬼族
ゴブリン族やオーク族、コボルト族の総称。一定の階級制度を持つ。
闇夜の眷属
光の勢力から迫害された中でも秩序と調和を重んじる者の事を呼び、人間族・亜人間族・魔族等の様々な種族の者が混在した集団。光の勢力からは魔物と一緒くたに扱われているが、闇夜の眷属にとっては「魔物」と呼ばれる事は蔑称扱い。主に闇の現神を信仰しており、近年では幾つか大きな国を作るまでに成長している。光の勢力に属す多くの者からは邪悪だと誤解され嫌われているが、その多種族共存社会は研究者にとっては大きく興味を惹かれるもので、新しい統治の形として注目され始めている。

### その他の種族
天使族
イアス=ステリナに属する種族で、創造神や古神の使徒として人間族を見守ってきた者たち。階級によって区別される。古神に仕え続ける者、仕える神が滅ぼされて現神に仕えたり独立する者など立場は様々。
総じて純白の翼と美しい容姿を持つが、下半身はなかったり蛇状であったりと特徴的な者もいる。肉体は霊的物質でできており、不老の存在。
ニル・デュナミスは「天使は霊的光子変換体」であると述べている。
竜族
魔神に匹敵する能力を持ち、中庸の調停者としてその地域の頂点に君臨する種族。主に一族の巫女が神託を受けることで行動を決定する。
姿は西洋のドラゴン然とした者から、角や翼を持った人間のような存在まで様々。寿命は非常に長い。
精霊族
大地や大気といった自然に宿る声なき存在。火、水、風、地の四大元素を基にしたものが存在し、基本的に自然発生する。
自然の一部であるため個としての意思を持たないが、一個体としての人格を形成する精霊もおり守護精霊となったりする。また、環境が汚染されると影響を受けて暴走・狂化する。
妖精
ナーサティアの抜け落ちた歯から生み出されたとされる種族。高い知識と神秘的な能力を持ち、精霊族と混同される場合が多いが、雌雄の区別があり生殖により増えるためエルフに近い存在とされる。
創造体
ゴーレムやガーゴイルなど、魔術によって生み出された魂なき存在。魔制珠と呼ばれる人工精神や魔力が込められた珠を核として持つ。作り出した主の命令に従うが、中には異常を来たして命令と異なる行動を取るものもいる。また、生命体ではないため死への恐怖がなく、敵に対して自爆攻撃を仕掛けたりする。
エーテル体
肉体と魂が結びついた物体から、死亡もしくは幽体離脱などの方法により半霊状態になった物を指す。霊体と違い肉体を維持できる。
幻獣、聖獣
特定の種族を指す言葉ではなく、長く生き続けて強大な力と知恵を持つに至った生物の総称。聖獣は特に長い年月を生き、神と似たような存在になったものを指す。

## 魔術・武術・技術
神聖魔術
神への信仰が顕現する魔法。魔法の効果は信仰する神の属性に大きく左右される。また、当然ながら神への信仰心が威力・精度へ大きく作用する。
秘印術
秘印術六大元素であるメル（地熱）、ユン（井戸水）、リーフ（空気）、ベーゼ（地殻）、ルン（目覚め）、ケール（眠り）に働きかける魔法。神への信仰がない者でも使用できる。
超高熱のメルカーナ、絶対零度の氷垢螺といった超自然的なものや、純粋な魔力である鋼輝陣(イオ=ルーン)、翼輝陣(ケルト=ルーン)、烈輝陣(レイ=ルーン)、メギドの炎に匹敵するアウエラを操ることが出来る。
精霊魔術
文字通り精霊の力を借りた魔術。力を借りる精霊の強さや使用者との結び付きが威力・精度へ作用する。
性魔術
性儀式によって互いの魔力を高めたり、相手から一方的に魔力を吸収する魔術。通常の魔術とは異なり精神力が術の効果に大きく作用する。
性行為の最中に使用し、相手の精神力または掛けられている術(呪いなど)の魔力を上回る事ができれば、相手に「強制(ギアス)」をかけ支配下に置いたり、術を解いたりすることができる。両者合意の上であれば、契約を結ぶ手段としても用いられる。
18禁ゲームでの魔術ということで、ヒロイン達とのHシーンや、相手を屈服させるシーンなどの理由付けとして使用されることが多い。
召喚魔術
契約を交わした精霊や魔物などを呼び出す魔術。
招聘術
喚石などによって契約を交わした精霊や魔物の力を借りる魔術。召喚とは違い一瞬しか呼び出せない。
飛燕剣
東方に伝わるとされる高速剣技。伝承者が途絶えて久しく、今となっては神殺しセリカの代名詞。
紅祇術
セテトリ地方に伝わる刀武術。
魔導技術
先史文明の技術に興味を抱いたガーベラが魔法と融合させ組み上げた新しい技術。魔焔と呼ばれる動力を必要するが使用者を選ばない利点があり、人間族の科学に替わる技術として発展してきた。
先史文明期の遺産も魔導兵器と呼ばれるがこちらは現行の技術を遥かに凌駕する性能を誇る。